# Eriogonum gilmanii
Eriogonum gilmanii là một loài thực vật có hoa trong họ Rau răm. Loài này được S.Stokes mô tả khoa học đầu tiên năm 1941.